# Амвросије Оптински
Амвросије Оптински је руски монах и светитељ из 19. века.

## Биографија
Рођен је 23. новембра 1812. године у селу Велика Липовица у Тамбовској губернији. На крштењу је добио име Александар. Живео је у време цара Александра Павловича и Наполеонове инвазије на Русију. Био је шесто од укупно осморо деце, четири сина и четири кћери.
У детињству је био веома живахан, весео и даровит. Изучавао је духовну школу, а затим у богословију 1825. године. У периоду 1830—1836. године студирао је у Тамбовској богословији, где је изучавао богословију на пет језика: грчки, хебрејски, француски, татарски и словенском. По завршетку школовања је радио као приватни учитељ, а затим је добио посао наставника грчког језика у Липецкој духовној школи..
Убрзо се тешко разболео. Скоро да није било наде на боље и Александар и зато је дао завет да ће, ако оздрави, отићи у манастир.
Дана 8. октобра 1839. је дошао у манастир Оптинску пустињу где је постао искушеник и манастирски кувар. Замонашио се 29. новембра 1842. године и тада узима име Амвросије.
Дана 4. фебруара 1843. рукоположен у чин јерођакона.
Свети Амброзије је трећи од Оптинских монаха, ученик Светог Лава и Макарија, који се убраја у Оптинске старце. Био је инспирација Фјодору Достојевском за лик старца Зосиме у роману "Браћа Карамазови" и духовни ментор читаве Руске православне цркве.
Од посебног значаја за духовни раст светог Амвросија, у овим годинама је заједница са светим Макаријем старијим. Са благословом Макарија старијег учествовао је у превођењу Патристичких књига. Након смрти оца Макарија 1860. године, заузео је његово место.
Умро је 23. октобра 1891. године у Схамордину.
Православна црква помиње светог Амвросија 23. октобра по јулијанском календару.